# Edith Wharton
Edith Wharton (nata Edith Newbold Jones) (New York, 24 gennaio 1862 – Saint-Brice-sous-Forêt, 11 agosto 1937) è stata una scrittrice e poetessa statunitense.

Firma di Edith Wharton

Fu la prima donna a vincere il premio Pulitzer per il romanzo L'età dell'innocenza (The Age of innocence) nel 1921.

## Biografia
Nata Edith Newbold Jones, era discendente di un'antica e ricca famiglia di New York, i Newbold Jones. Unica figlia di George Frederic Jones e di Lucretia Stevens Rhinelander, Edith Newbold Jones nacque a New York, e trascorse i primi anni tra Manhattan e Newport. Non frequentò alcuna scuola pubblica, studiando privatamente e concentrandosi sui grandi autori del passato.
Nel 1885 sposò il banchiere Edward Robbins Wharton, il quale già dopo pochi anni iniziò a presentare segni di gravi disturbi mentali. Il rapporto tra i due si allentò sino a divenire una separazione di fatto; nel 1907 abbandonò gli Stati Uniti, trasferendosi definitivamente in Francia, dove rimase fino alla morte. Divorziò formalmente nel 1913, mantenendo però il cognome del marito.
In quegli anni conobbe lo scrittore Henry James, del quale divenne ottima amica e confidente, e che la spronò a seguire la carriera letteraria.
La maggior parte della sua copiosa produzione tematizza il problema del rapporto tra il singolo e il suo gruppo sociale di appartenenza, e in particolare il problema della "rottura delle convenzioni sociali". Cresciuta in un ambiente altamente elitario e rigidamente conservatore, come quello della cosiddetta "aristocrazia del denaro" dell'altissima società di New York (detta anche "l'aristocrazia dei Quattrocento"), Wharton cercò di rielaborare i temi legati alla forte chiusura sociale di tale ambiente in molte delle sue opere più importanti.
Nel 1902 venne pubblicato il suo primo romanzo, The Valley of Decision, ambientato nell'Italia del XVIII secolo, a cui fecero seguito molti altri romanzi e racconti. 
Nel 1911 pubblica Ethan Frome, un romanzo breve considerato da molta parte della critica come la sua opera più riuscita.
Nel 1914, quando la Germania dichiara guerra alla Francia, Edith Wharton crea dei laboratori per le lavoratrici disoccupate e prive di assistenza. In Inghilterra nel momento della battaglia della Marna riesce a rientrare in Francia solo in settembre. Qui promuove gli "ostelli americani per rifugiati" una iniziativa che le varrà la Legion d'onore del governo francese (1916).
La sua opera più nota è L'età dell'innocenza (1920), ambientato nell'alta società newyorkese degli anni settanta del XIX secolo, di cui ben tratteggia caratteristiche, limiti e contraddizioni. Con questo romanzo vinse il premio Pulitzer nel 1921, prima donna a riceverlo dalla sua istituzione.
Nel corso degli anni venti e trenta pubblicò altri romanzi e raccolte di racconti (tra cui la Tetralogia di New York, 1924).
Nel 1937 pubblicò Ghosts, una celebre raccolta di racconti sui fantasmi, in parte ispirata agli scritti di narrativa fantastica del suo amico e maestro Henry James. Morì lasciando incompiuto il suo ultimo romanzo Bucanieri (The Buccaneers).

## Opere

### Romanzi
- La valle della decisione (The Valley of Decision, 1902)
- La casa della gioia (The House of Mirth, 1905)
- Il frutto dell'albero (The Fruit of the Tree, 1907)
- La scogliera (The Reef, 1912)
- L'usanza del paese (The Custom of the Country, 1913)
- Estate (Summer, 1917)
- L'età dell'innocenza (The Age of Innocence, 1920)
- Raggi di luna (The Glimpses of the Moon, 1922), trad. di Mario Biondi, Milano, Corbaccio, 1994.
- Un figlio al fronte (A Son at the Front, 1923)
- La zitella oppure Miss Lovell (The Old Maid, 1924)
- La ricompensa di una madre (The Mother's Recompense, 1925)
- Il sonno del crepuscolo (Twilight Sleep, 1927)
- I ragazzi (The Children, 1928)
- Sulle rive dell'Hudson (Hudson River Bracketed, 1929), trad. e cura di Massimo Ferraris, Roma, Elliot, 2024.
- Il canto delle muse (The Gods Arrive, 1932), trad. di Marta Morazzoni, Collana Scrittori di tutto il mondo, Milano, Corbaccio, 1995.
- Bucanieri (The Buccaneers, 1938) incompiuto

### Novelle e romanzi brevi
- La pietra di paragone (The Touchstone, 1900)
- Sanctuary (1903)
- Madame De Treymes (1907)
- Ethan Frome (1911)
- Sorelle Bunner (Bunner Sisters, 1916; ma scritto nel 1892)
- The Marne (1918)
- The Spinster, 1921
- Vecchia New York (Old New York, 1924), collana Biblioteca del vascello, traduzione di Andrea B. Nardi, Torino, Robin Edizioni, 2023, ISBN 979-12-546-7693-6. [contiene 4 novelle: Falsa partenza (False Dawn), La zitella (The Old Maid), La scintilla (The Spark), Capodanno (New Year's Day)]
- Fast and Loose: A Novelette, 1938 (scritte tra il 1876–1877)

### Raccolte originali dei racconti
- Anime attardate (The Greater Inclination, 1899)
- Crucial Instances, 1901
- The Descent of Man and Other Stories, 1904
- The Hermit and the Wild Woman and Other Stories, 1908
- Racconti di uomini e fantasmi (Tales of Men and Ghosts, 1910)
- Xingu (Xingu and Other Stories, 1916), trad. di Riccardo Mainetti, Prefazione di Michela Alessandroni, flower-ed 2022.
- Here and Beyond, 1926
- Certain People, 1930
- Human Nature, 1933
- The World Over, 1936
- Fantasmi (Ghosts, 1937), trad. di Tiziana Lo Porto, Vicenza, Neri Pozza, 2022.

#### Raccolte postume di racconti e novelle
- Roman Fever and Other Stories, 1964
- Madame de Treymes and Others: Four Novelettes, 1970
- The Ghost Stories of Edith Wharton, 1973
- The Collected Stories of Edith Wharton, paperback, Carroll & Graf Publishers, 1998, pp.640
- The New York Stories of Edith Wharton, paperback, NYREV publishers, 2007, pp.452

#### Raccolte scelte di racconti in italiano
- Triangoli imperfetti (contiene: Allegria in casa, Atrofia, Il giorno del funerale), Milano, Edizioni Paginauno, 2018.
- La seconda occasione (contiene: Autre temps, Anime in ritardo, Pienezza di vita), Milano, Edizioni Paginauno, 2020.
- La finestra della signora Manstey e altri racconti, collana Letture, Prefazione e trad. di Chiara Lagani, Torino, Einaudi, 2025, ISBN 978-88-062-6857-2.

### Poesie
- Verses (1878)
- Artemis to Actaeon and Other Verse (1909)
- Twelve poems (1926)

### Non-fiction
- La decorazione della casa (The Decoration of Houses, 1899), scritto con l'architetto Ogden Codman
- Scenari italiani (Italian Backgrounds, 1905), Torino, Aragno, 2011.
- Viaggio in Francia in automobile (A Motor-Flight Through France, 1908), traduzione Paola Mazzarelli, Ibis, 2014.
- The Cruise of the Vanadis, 1910
- Fighting France. Reportage di viaggi e di guerra (Fighting France: From Dunquerque to Belfort, 1915).
- French Ways and Their Meaning, 1919
- In Morocco, 1920 (viaggio)
- The Writing of Fiction, scritto fra il 1924-1925
  -  Scrivere narrativa, collana Strumenti, traduzione di Chiara Gabutti, Pratiche, 1996, ISBN 978-88-738-0257-0.
  -  Narrativa istruzioni per l'uso, trad. e cura di Federica Grossi, Roma, Dino Auduino Editore, 2017, ISBN 978-88-752-7356-9. [con alcuni scritti sul tema di Henry James]
  - Come scrivere un romanzo, con un testo di Andrea Caterini, trad. di Massimo Ferraris, Roma, Elliot, 2022, ISBN 978-88-927-6198-8.
- Uno sguardo indietro (A Backward Glance, 1934)  [autobiografia]
- Edith Wharton Abroad: Selected Travel Writings, 1888–1920, Edited by Sarah Bird Wright, 1995.
- Edith Wharton: The Uncollected Critical Writings, Edited by Frederick Wegener, 1996.

#### Curatele
- AA.VV., The Book of the Homeless, 1916

## Adattamenti: Cinema e Televisione

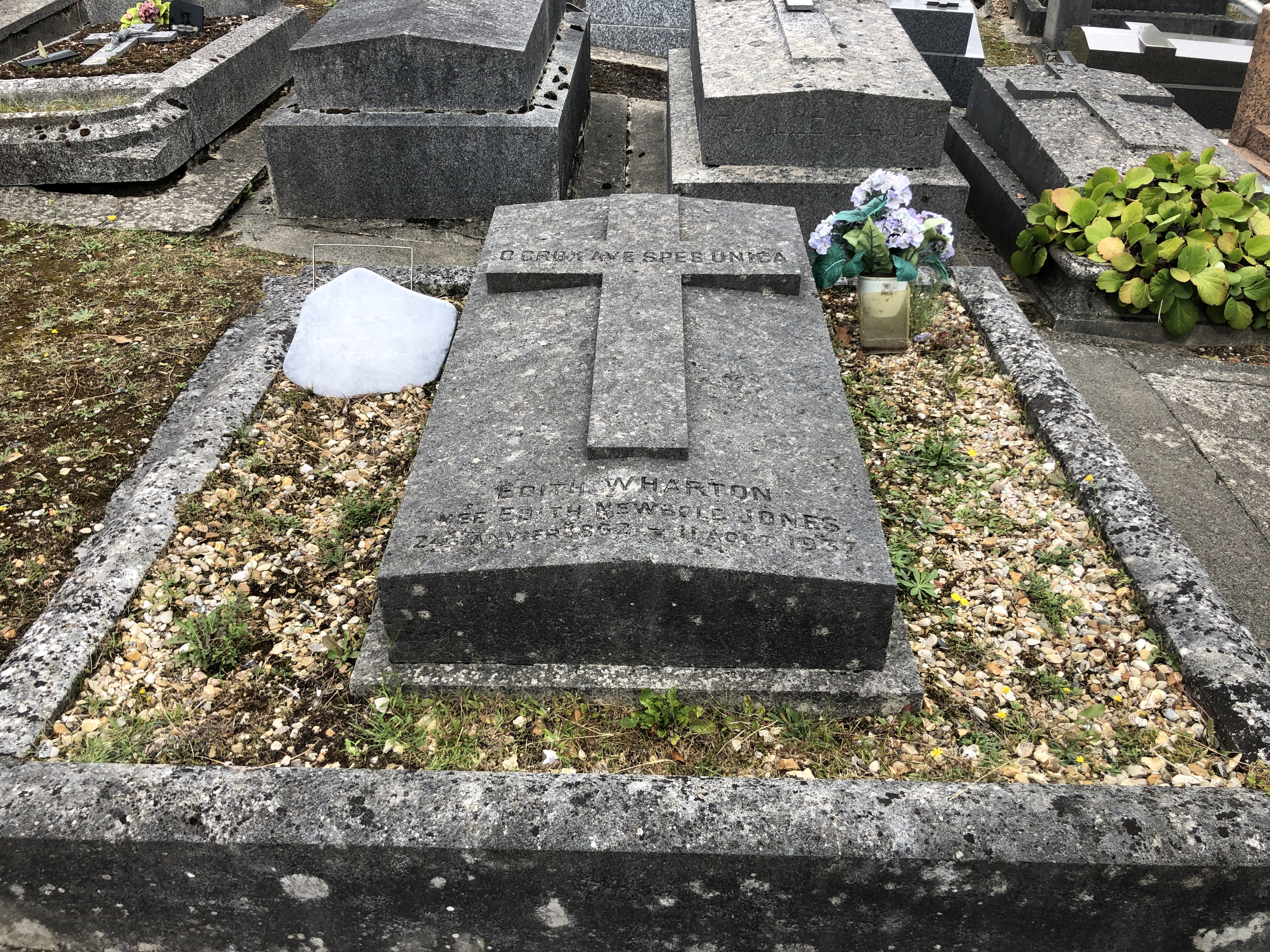
Tomba di Edith Wharton

- Nel 1939 dal racconto The Old Maid il regista Edmund Goulding trasse il film Il grande amore, con Bette Davis e Miriam Hopkins
- Nel 1990 da I ragazzi il regista Tony Palmer trasse il film The Children, con Ben Kingsley e Kim Novak
- Nel 1993 da L'età dell'innocenza il regista Martin Scorsese trasse l'omonimo film che ricevette 5 nomination al Premio Oscar e aggiudicandosi una statuetta per i migliori costumi di Gabriella Pescucci.
- Nel 1993 da Ethan Frome il regista John Madden trasse il film Ethan Frome - La storia di un amore proibito, con Liam Neeson e Patricia Arquette
- Nel 2000 da La casa della gioia il regista Terence Davies trasse l'omonimo film con Gillian Anderson e Laura Linney